# (5887) Yauza
(5887) Yauza es un asteroide perteneciente al cinturón de asteroides, región del sistema solar que se encuentra entre las órbitas de Marte y Júpiter, descubierto el 24 de septiembre de 1976 por Nikolái Stepánovich Chernyj desde el Observatorio Astrofísico de Crimea (República de Crimea).

## Designación y nombre
Designado provisionalmente como 1976 SG2. Fue nombrado Yauza en homenaje a uno de los pequeños ríos de Moscú. Entre el lugar donde desemboca en el río Moscova y la desembocadura del río Neglinka estaba el sitio de los primeros edificios del antiguo asentamiento de Moscú.

## Características orbitales
Yauza está situado a una distancia media del Sol de 2,208 ua, pudiendo alejarse hasta 2,488 ua y acercarse hasta 1,928 ua. Su excentricidad es 0,126 y la inclinación orbital 5,672 grados. Emplea 1198,80 días en completar una órbita alrededor del Sol.

## Características físicas
La magnitud absoluta de Yauza es 13,3. Tiene 5,383 km de diámetro y su albedo se estima en 0,228. 